# Michael Jurack
Michael Jurack (Straubing, 14 febbraio 1979) è un ex judoka tedesco, vincitore nella medaglia di bronzo nella categoria fino a 100 kg a Atene 2004.
In quei Giochi venne sconfitto in semifinale dal sudcoreano, poi argento, Jang Sung-ho, mentre batté nella finale per il terzo posto del tabellone dei ripescaggi l'uzbeko Mövlud Mirəliyev.

## Palmarès
- Giochi olimpici

Atene 2004: bronzo nei 78 kg e nella competizione a squadre miste.
- Mondiali juniores

Calì 1998: bronzo nei 100 kg.